# 江肖梅
江肖梅（1898年12月10日—1966年1月28日），本名江尚文，字質軒，號肖梅，出生於臺灣竹塹西門（今新竹市）的書香世家，具深厚的漢學素養。日治時代臺灣作家、雜誌編輯，創作文類包括古典漢詩、新詩、散文、小說、童謠。1906年入公學校接受日本教育，1913年入臺灣國語學校師範部（今國立臺北教育大學），1917年畢業。曾任教於新竹、新埔、香山、住吉公學校，更曾擔任主任督學、以及日文月刊雜誌《臺灣藝術》編輯長與主筆。1950年，開始在《竹風日報》專欄撰寫「臺灣民間故事」，除了對通俗文學史料的蒐集以外，更以優美的文筆詳加記載，奠定他在臺灣民間文學研究的成就和地位。1954年陸續編纂《臺灣民間故事》，到1960年前後出版了七集，共收錄140則故事。民俗學家婁子匡推崇江肖梅為「臺灣風土之守護人」以及「俗文學的守護人」。1966年，病逝日本大阪。

## 相關研究
- 黃郁綺〈江肖梅所編民間故事集之研究〉（中國文化大學，中國文學研究所，2009年）